# Gruppo di NGC 1573
Il Gruppo di NGC 1573 comprende almeno dodici galassie situate nella costellazione della Giraffa.
La distanza media tra il centro di massa di questo gruppo e la nostra Via Lattea è di circa 215 milioni di anni luce (66,0 Mpc).

## Membri
I membri del Gruppo di NGC 1573 indicati nell'articolo di Garcia del 1993, sono riportati nella tabella sottostante.
| Nome     | Classificazione | Tipo                | RA (J2000.0)  | DEC (J2000.0) | Velocità radiale (km/s) | Magnitudine apparente | Distanza (Mpc) | Dimensioni (kal) |
| -------- | --------------- | ------------------- | ------------- | ------------- | ----------------------- | --------------------- | -------------- | ---------------- |
| NGC 1573 | E               | Ellittica           | 04h 35m 04.0s | 73° 15′ 45″   | 4160 ± 13               | 11,7                  | 60,5 ± 4,2     | 132              |
| UGC 2848 | Sdm?            | Spirale magellanica | 03h 47m 35.5s | 73° 39′ 58″   | 4298 ± 5                | 15,9                  | 62,2 ± 4,4     | 89               |
| UGC 2865 | SB?             | Spirale barrata     | 03h 50m 36.2s | 73° 01′ 53″   | 4312 ± 32               | 14,4                  | 62,4 ± 4,4     | 98               |
| UGC 2916 | Sab             | Spirale             | 04h 32m 33.8s | 71° 42′ 21″   | 4524 ± 9                | 14,0                  | 65,6 ± 4,6     | 142              |
| UGC 3046 | Sb              | Spirale             | 04h 29m 20.0s | 69° 31′ 52″   | 4702 ± 6                | 14,5                  | 68,4 ± 4,8     | 107              |
| UGC 3110 | SBcd?           | Spirale barrata     | 04h 41m 08.6s | 73° 40′ 18″   | 4481 ± 5                | 14,3                  | 65,3 ± 4,6     | 133              |
| UGC 3131 | S?              | Spirale             | 04h 45m 07.2s | 72° 47′ 10″   | 4755 ± 10               | 11,346 ± 0,058a       | 69,3 ± 4,9     | 102              |
| UGC 3143 | Scd?            | Spirale             | 04h 46m 35.7s | 70° 07′ 14″   | 4555 ± 4                | 12,72                 | 66,4 ± 4,7     | 130              |
| UGC 3150 | SABbc           | Spirale intermedia  | 04h 48m 26.9s | 73° 28′ 09″   | 4501 ± 10               | 13,8                  | 65,6 ± 4,6     | 118              |
| UGC 3189 | Sd              | Spirale             | 04h 54m 38.1s | 69° 42′ 54″   | 4563 ± 4                | 14,7                  | 66,5 ± 4,7     | 142              |
| UGC 3245 | SAB(s)c         | Spirale intermedia  | 05h 08m 40.6s | 70° 28′ 48″   | 4845 ± 7                | 14,3                  | 70,8 ± 5,0     | 115              |
| UGC 3284 | SAB(s)c         | Spirale intermedia  | 05h 21m 22.9s | 72° 42′ 06″   | 4700 ± 7                | 13,53                 | 68,8 ± 4,8     | 113              |

- a Nel vicino infrarosso.

Il sito DeepskyLog permette di trovare agevolmente le costellazioni in cui sono situate le galassie; in alternativa si possono utilizzare le coordinate delle galassie per individuarle. Se non altrimenti indicato, le coordinate sono quelle fornite dal sito NASA/IPAC (National Aeronautics and Space Administration / Infrared Processing and Analysis Center).